# Hyphessobrycon bentosi
Hyphessobrycon bentosi är en fiskart som beskrevs 1908 av Marion Durbin Ellis. Hyphessobrycon bentosi ingår i släktet Hyphessobrycon och familjen Characidae. IUCN kategoriserar arten globalt som livskraftig. Inga underarter finns listade i Catalogue of Life.